# Клавишные музыкальные инструменты

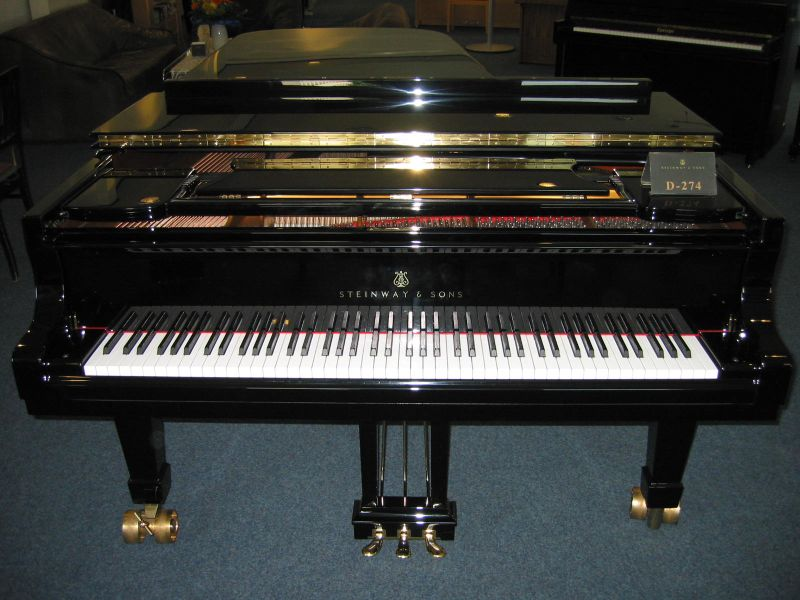
Рояль — один из представителей клавишных инструментов

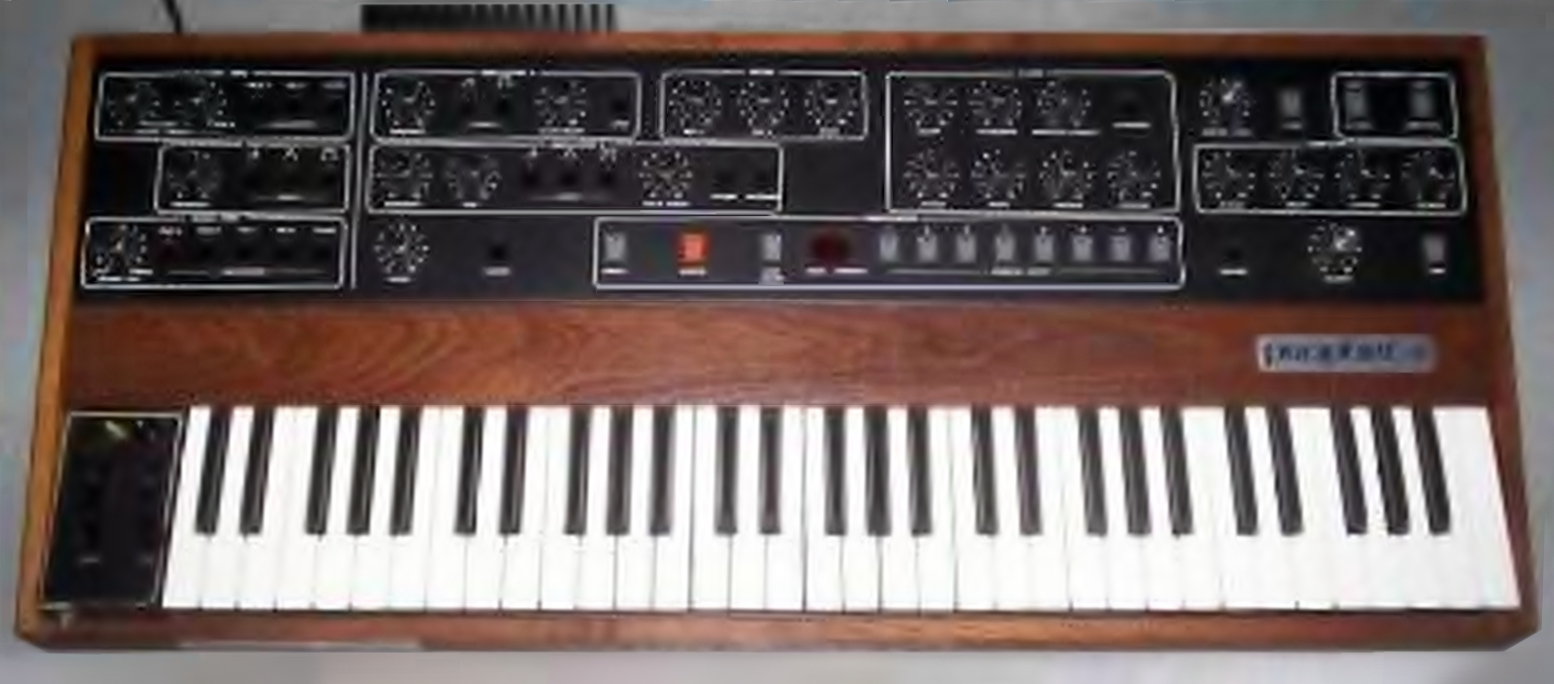
Синтезатор

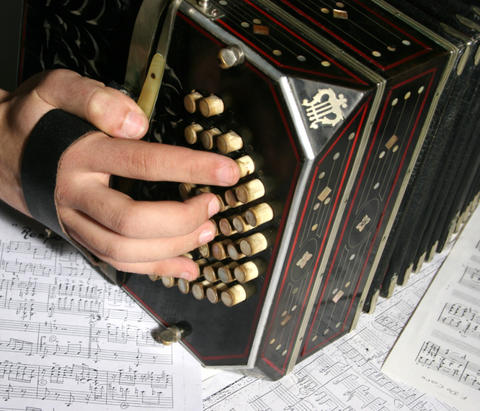
Бандонеон

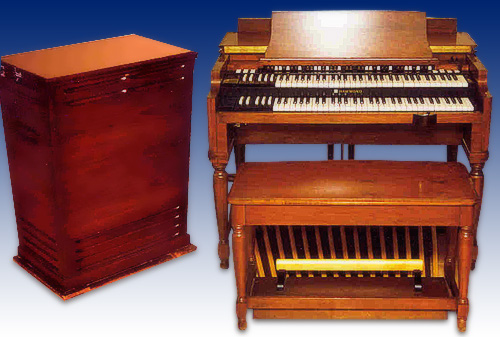
Электроорган Hammond organ с усилителем Leslie speaker

Кла́вишные музыка́льные инструме́нты — инструменты, управление звукоизвлечением в которых осуществляется при помощи клавиатуры. Исполнителем музыки на клавишных инструментах является пианист, органист, аккордеонист, клавесинист или клавишник.

## Виды клавишных музыкальных инструментов
По типу звукообразования и способу извлечения звуков клавишные музыкальные инструменты делятся на следующие группы:

### Электромеханические
Звук возникает от механической вибрации металлических пластин, язычков или струн и передаётся электронным звукоснимателем на усилитель. 
- (электропиано, клавинет)

### Электронные
Звук синтезируется электронной системой и передаётся на усилитель. 
- (синтезаторы, электроорган)

### Духовые
Звук возникает от нагнетания воздуха в трубы духового органа или на металлические язычки в язычковых инструментах.
- Клавишно-духовой (орган и его разновидности)
- Язычковые (фисгармония, баян, аккордеон, мелодика)

### Струнные
Звук возникает от механической вибрации струн и усиливается с помощью давления струн на резонансную деку (диафрагму).
- Ударно-клавишные (клавикорд, фортепиано)
- Щипково-клавишные (клавесин и его разновидности)

### Самозвучащие ударно-клавишные
- Челеста

## История клавишных инструментов
Клавишные инструменты существовали ещё в Средние Века. Орган — один из древнейших клавишных инструментов — самый старый из них. Клавиши у органа были широкими и нажимали их кулаками, они пришли на смену большим рычагам, введенным в XI веке взамен неудобных ручных задвижек. В начале XVI века широкие клавиши были заменены более удобными — узкими, с помощью которых играют и сейчас. Тем самым орган стал клавишным духовым инструментом.
Первый струнный клавишный инструмент — клавикорд. Он появился в позднее Средневековье, хотя никто не знает, когда именно. Клавикорд имел устройство, похожее на устройство современного фортепиано. Однако его звук был слишком мягким и тихим для того, чтобы на нём можно было играть перед большим количеством слушателей. Клавикорд, будучи намного меньше по размеру и проще, чем его родственник клавесин, был достаточно популярным инструментом домашнего музицирования, и его наверняка можно было найти в домах композиторов эпохи барокко, включая Баха.
Клавикорд являлся одним из самых чутких и отзывчивых клавишных инструментов своей эпохи, эпохи барокко. При нажатии на клавишу, маленький медный квадратик под названием «тангент» ударял струну и, упираясь в неё, как бы разделял её на две части — одна из которых являлась звучащей, а другая заглушалась лентой из войлока, протянутой вдоль струн. При отпускании клавиши тангент возвращался в исходное положение, колебания переходили на всю струну и мгновенно заглушались за счет той её части, которая была заглушена войлоком. У клавикорда было по одной струне на каждую клавишу, или по две — такой клавикорд называется «связанный». Будучи весьма тихим инструментом, клавикорд все же позволял делать крещендо и диминуэндо.
Другой клавишный инструмент — клавесин — скорее всего был изобретен в Италии в XV веке. Клавесины бывают с одним или двумя (реже с тремя) мануалами, а звук в них извлекается защипыванием струны плектром из птичьего пера (наподобие медиатора) при нажатии клавиши. Струны клавесина расположены параллельно клавишам, как у современного рояля, а не перпендикулярно, как у клавикорда и современного пианино. Звук концертного клавесина — довольно резкий, но слишком слабый для исполнения музыки в больших залах, поэтому в пьесы для клавесина композиторы вставляли множество мелизмов (украшений) для того, чтобы длинные ноты могли звучать достаточно протяженно. Клавесин использовался также для аккомпанемента к светским песням, в камерной музыке и для исполнения партии цифрованного баса в оркестре.
Существуют также музыкальные инструменты, которые являются разновидностью клавесина по сходству с ним в звукоизвлечении, но отличные от него по конструкции: спинет, мюзелар и вёрджинел — это небольшие клавесины с одной клавиатурой (реже с двумя) диапазоном в четыре октавы. Поскольку клавесины предназначались преимущественно для домашнего музицирования, то они, как правило, были искусно декорированы и поэтому могли украшать собой домашнюю обстановку.
На рубеже XVIII века композиторы и музыканты стали остро ощущать потребность в новом клавишном инструменте, который не уступал бы по выразительности скрипке. Более того, был необходим инструмент с большим динамическим диапазоном, способным на громовое фортиссимо, нежнейшее пианиссимо и тончайшие динамические переходы.
Эти мечты стали реальностью, когда в 1709 году итальянец Бартоломео Кристофори, занимавшийся конструированием музыкальных инструментов для семейства Медичи, изобрел первое фортепиано. Он назвал своё изобретение «gravicembalo col piano e forte», что означает «клавишный инструмент, играющий тихо и громко». Это название затем было сокращено, и появилось слово «фортепиано». Несколько позже подобные инструменты были созданы учителем музыки из Германии Кристофором Готлибом Шретером (1717 г.) и французом Жаном Мариусом (1716 г.).
Устройство звукоизвлечения у фортепиано Кристофори состояло из клавиши, войлочного молоточка для удара по струне и специального механизма для возвращения молоточка. У такого фортепиано не было ни демпферов, ни педалей. Удар по клавише заставлял молоток ударять по струне, вызывая её вибрацию, совсем не похожую на вибрацию струн у клавесина или клавикорда. Возвращатель позволял молоточку идти назад, а не оставаться прижатым к струне, что заглушало бы вибрацию струны. Позднее была изобретена двойная репетиция, позволившая молоточку опускаться наполовину, что очень помогало в исполнении трелей и быстро повторяющихся нот (в частности, тремоло и других мелизмов).

## Типы клавиатур
Клавиатура может быть статической или динамической. Статическая клавиатура определяет положение клавиши (нажата или отпущена); сила звука определяется другими средствами. Динамическая клавиатура определяет также и силу нажатия, соответственно и изменяет силу звучания инструмента.
Клавиатуры органа, аккордеона, клавесина и фисгармонии — статические, фортепиано, клавикорда и челесты — динамические. В электронных клавишных инструментах возможны оба варианта.
Клавиатуры бывают для рук, у органа и клавесина могут быть несколько клавиатур и тогда их называют «мануалами», а также для ног — педальная клавиатура.